# Lepanthes tridentata
Lepanthes tridentata là một loài lan bản địa của Trung Mỹ.